# 慶円
慶円（けいえん/きょうえん、保延6年（1140年）- 貞応2年1月27日（1223年2月28日））は、鎌倉時代初期に神仏両部思想を確立した僧侶。法名は禅観。号は慈明。別名に三輪上人。三輪神道の創始者とされる。

## 略歴
九州豊前国の大伴氏につながる菊地家の出身。上賀茂神社の神宮寺を建てていることから鴨氏（三輪氏）との深い関わりがあるものと考えられる。
建長5年（1253年）に書かれた「三輪上人行状記」に、三輪上人（慶円）は、惣持寺の本尊・快慶作 薬師如来の開眼導師を解脱上人貞慶に依頼され行ったとあるように貞慶解脱上人とは無二の親友であった。
桜井の阿倍寺にて、法相学を学び、のちに大和国吉野山の尭仁法親王（後光厳天皇の第7皇子）[年代が合わない。要出典]に師事して東密広沢流を学び、また、金剛王院流も修学した。三輪別所（のち平等寺）を創建。建保5年（1217年）に東寺、仁和寺とともに京都三弘法のひとつ神光院を上賀茂神社北西に開創している。
上賀茂神社（京都市北区）でも奉られる。

## 伝記
- 三輪上人行状記
- 元亨釈書